# Paul Erdős
Paul Erdős (født 26. marts 1913, død 20. september 1996) var en ungarsk matematiker. Erdős publicerede flere videnskabelige artikler end nogen anden matematiker i historien, arbejdede med hundreder af samarbejdspartnere. Han arbejdede på problemer inden for kombinatorik, grafteori, talteori, klassisk analyse, approksimationsteori, mængdelære og sandsynlighedsteori. Han er også kendt for sin "legendarisk excentriske" personlighed.